# Brukaniszki
Brukaniszki (biał. Бруканішкі, Brukaniszki; ros. Бруканишки, Brukaniszki) – chutor na Białorusi, w obwodzie grodzieńskim, w rejonie ostrowieckim, w sielsowiecie Ryteń, w pobliżu granicy z Litwą.
Położony jest przy rezerwacie przyrody Biały Mech.

## Historia
W dwudziestoleciu międzywojennym dwa zaścianki Brukaniszki I i Brukaniszki II leżące w Polsce, w województwie wileńskim, w powiecie święciańskim, w gminie Kiemieliszki.
Po II wojnie światowej w granicach Związku Sowieckiego. Od 1991 w niepodległej Białorusi.